# Еттлінгенський палац
48°56′25″ пн. ш. 8°24′21″ сх. д. / 48.9403° пн. ш. 8.40583° сх. д.
Еттлінгенський палац (нім. Schloss Ettlingen) — бароковий палац у центрі Еттлінгена, невеликого міста в землі Баден-Вюртемберг, Німеччина.

## Будинки-попередники
Сьогоднішній палац став наступником двох, можливо, трьох попередніх будівель. 
Імператор Фрідріх II нагородив Германа V, маркграфа Бадена, містом Еттлінген, яке заснували Штауфери. 
 
У середині XIII століття син Германа, маркграф Рудольф I Баденський, побудував замковий комплекс в Еттлінгені, можливо, на руїнах попередньої будівлі Штауферів. 
Однак поки що таку будівлю-попередницю знайти не вдалося. 

Перші поверхи палацу у внутрішньому дворику були побудовані в XIII столітті і існують досі. 

У XVI столітті на зміну замку XIII століття побудували грандіозний ренесансний палац. До південного крила додали дві вежі, а верхній поверх фортеці покрили деревом. Ренесансний палац із трьома крилами навколо старої фортеці завершено в 1600 році. У 1689 році французькі війська повністю знищили і палац, і місто під час війни за Пфальцьку спадщину.

## Бароковий палац

### Історія будівництва
Після смерті її чоловіка, маркграфа Людвіга Вільгельма, в 1707 році, маркграфиня Августа Сибілла вирішила оселитися в Еттлінгені. 
У 1727-1733 рр. використовуючи піщаник з Лоссбурга, будівельний майстер Йоган Міхаель Людвіг Рорер побудував розкішний бароковий палац із чотирма крилами. 
Після смерті маркграфині Августи Сибілли в 1733 році палац використовувався для багатьох цілей протягом майже двох століть, у тому числі як гостьовий будинок і як військовий шпиталь. 
У 1871 році прусси перетворили його на школу сержантів, перш ніж в 1912 році палац став власністю міста Еттлінген.

### Двір палацу
Родзинкою чітко структурованого двору палацу є приголомшливо красивий ілюзіоністичний бароковий розпис на стіні південного крила. 
Крім того, тут є вражаюче побудований дверний отвір і фонтан дельфінів 1612 року. 
Це чудове місце створює сцену для Ettlinger Schlossfestspiele, щорічного театрального фестивалю в Еттлінгені.

### Зал Асам
Особливу увагу Августа Сибілла приділила будівництву палацової каплиці, присвяченої святому Яну Непомуцькому. 
Вона прикрашена 30 фресками німецького барокового художника та архітектора Косми Даміана Асама (1686–1739), які зображують мученицьку смерть святого Яна Непомуцького. 
Це єдині збережені фрески Косми Даміана Асама в регіоні Верхній Рейн. 
Зараз каплиця використовується як головний зал, де відбуваються концерти.

### Великий зал
Серед найпрестижніших приміщень палацу також є Великий зал, який використовувався як бальний зал Августи Сибілли. Його віконні ніші прикрашені настінним розписом. Крім того, він має плавно вигнуту галерею та більшу богемну люстру.

### Музей
Нині палац є музеєм і місцем проведення різноманітних заходів. 
Він містить колекцію, що стосується місцевої історії та археології, колекцію регіональних мистецьких робіт з 1900 року, зокрема роботи Карла Гофера
, а також галерею картин. Східноазійські ремісничі вироби представлені в парадних залах у стилі бароко.

## Галерея

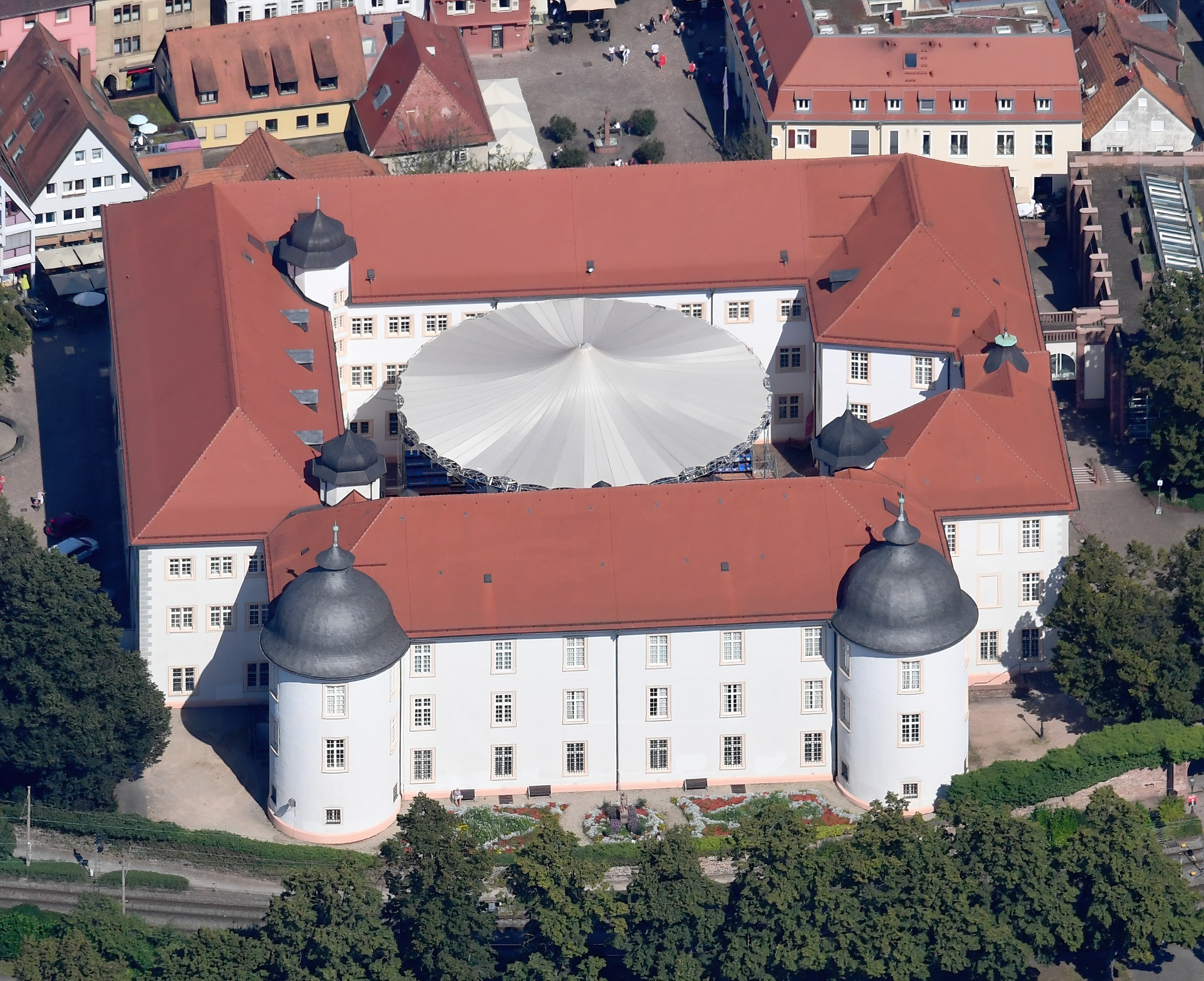
Аерофотознімок Еттлінгенського палацу
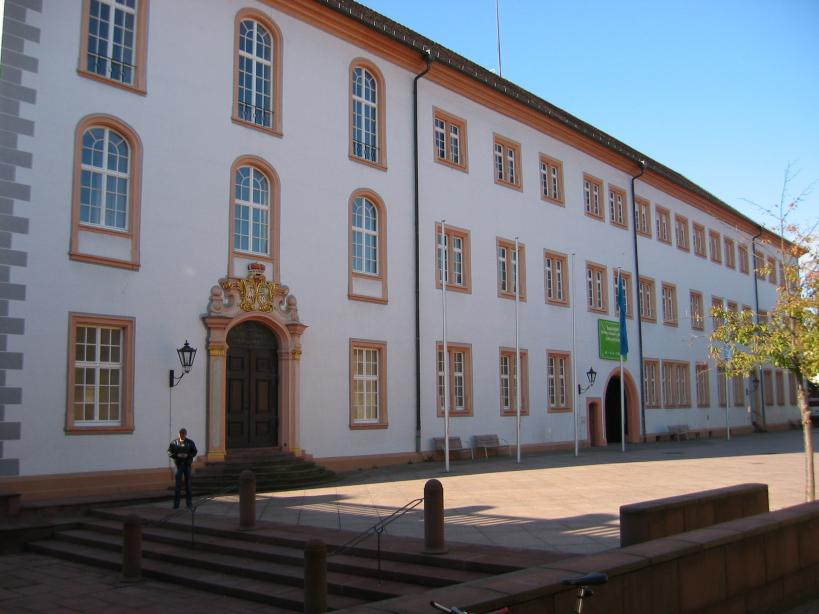
Еттлінгенський палац, вид спереду
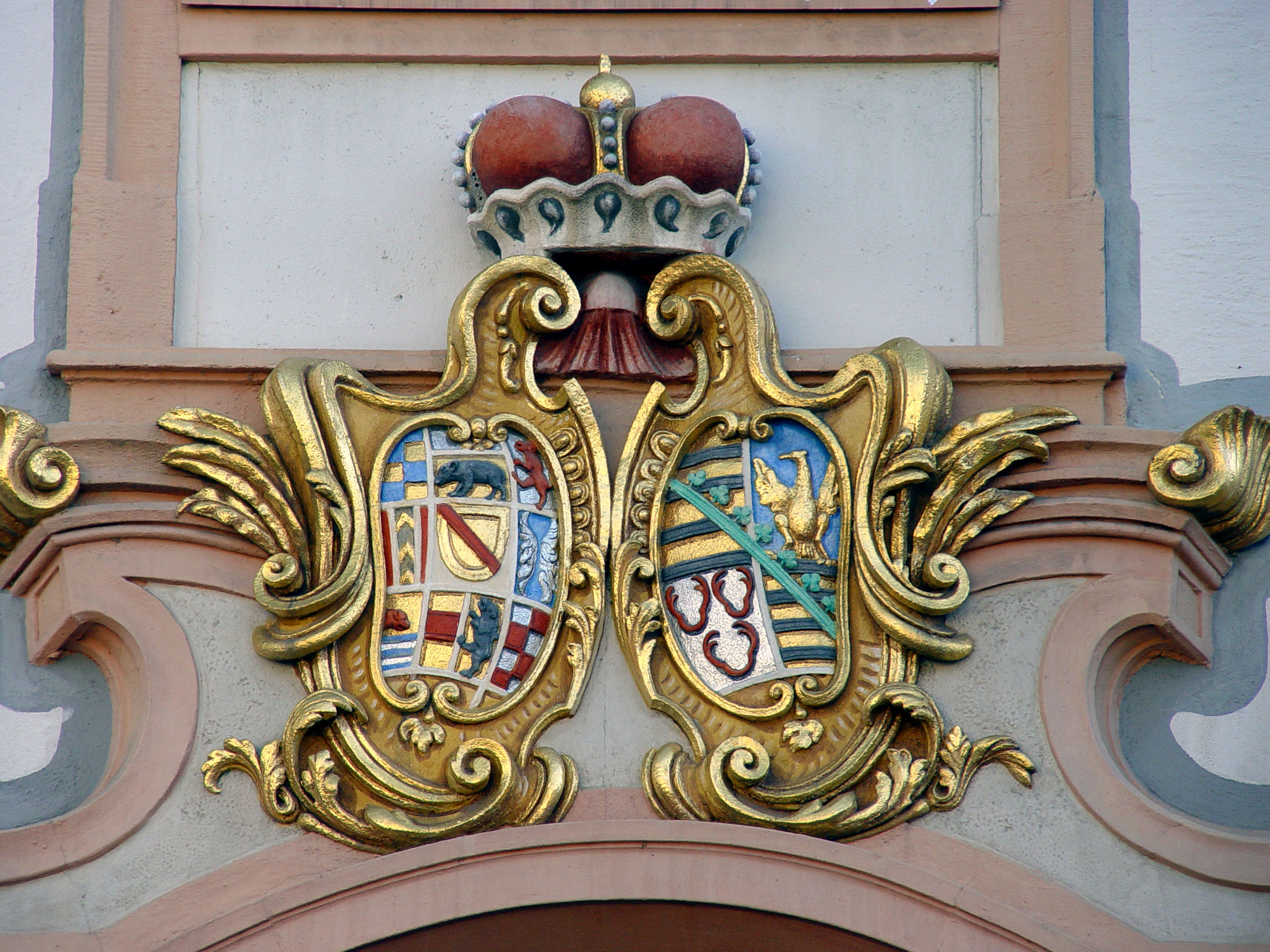
Герб Еттлінгенського палацу
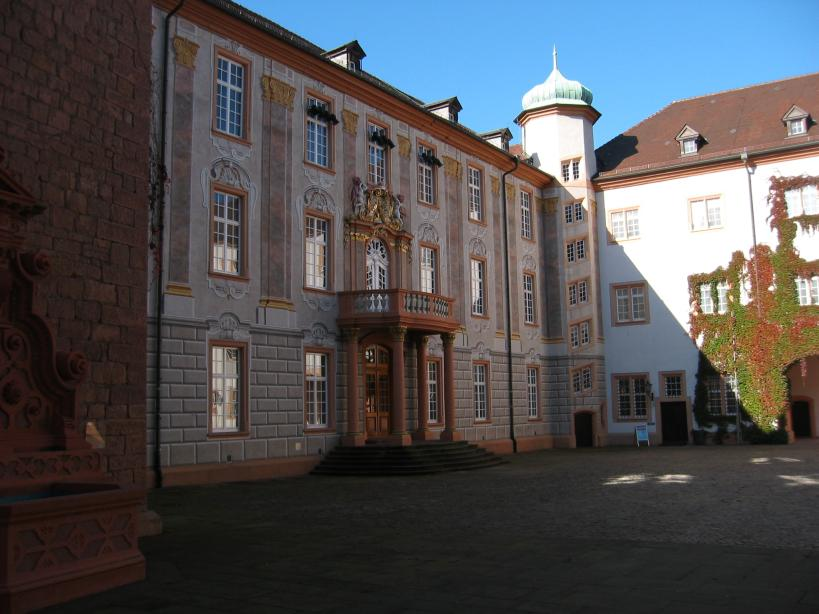
Еттлінгенський палац, внутрішній двір
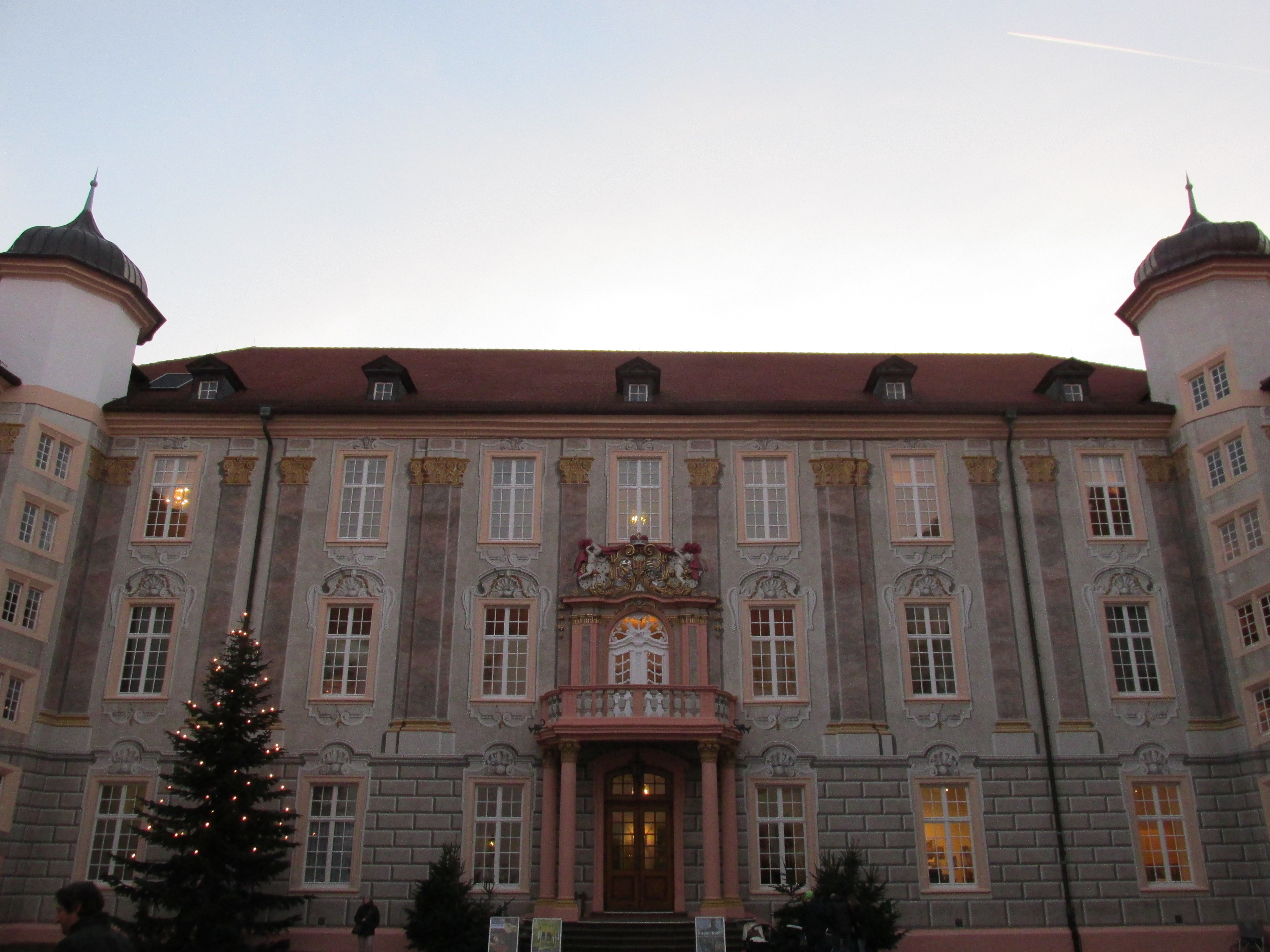
Еттлінгенський палац, вид з двору